# Karabulak, Cộng hòa Ingushetia
Karabulak (tiếng Nga: Карабула́к; tiếng Ingush: Карабулак/Илдарха-Гӏала) là một thị xã ở Cộng hòa Ingushetia, Nga, nằm trên sông Sunzha (một nhánh của sông Terek), cách thủ đô của nước cộng hòa Magas 20 km (12 mi) về phía bắc. Theo điều tra dân số năm 2010, thị xã có 30.961 người.

## Lịch sử
Một ngôi làng (stanitsa) của người Cossack mang tên Karabulakskaya (Карабулакская) đã được thành lập vào năm 1859. Vị thế khu định cư kiểu đô thị được cấp cho nơi này vào năm 1962. Kể từ năm 1995, Karabulak là một thị xã.
Trong những năm 1990, dân số của thị xã đã tăng hơn gấp ba lần do dòng người tị nạn từ nước láng giềng Chechnya đổ về.

## Vị thế hành chính
Trong khuôn khổ của các đơn vị hành chính, nó được hợp nhất thành thị xã trực thuộc nước cộng hòa Karabulak - một đơn vị hành chính có địa vị ngang bằng với các huyện. Là một đơn vị đô thị, thị xã trực thuộc nước cộng hòa Karabulak được hợp nhất thành Okrug đô thị Karabulak.

## Kinh tế
Vào ngày 10 tháng 4 năm 2013, khu liên hợp xay bột lớn nhất ở Nga đã được khai trương tại thị xã. Đến năm 2014, một nhà máy sản xuất các sản phẩm bìa cứng đã đi vào hoạt động.

## Khí hậu
Karabulak có khí hậu lục địa ẩm (phân loại khí hậu Köppen: Dfa).
| Dữ liệu khí hậu của Karabulak           | Dữ liệu khí hậu của Karabulak | Dữ liệu khí hậu của Karabulak | Dữ liệu khí hậu của Karabulak | Dữ liệu khí hậu của Karabulak | Dữ liệu khí hậu của Karabulak | Dữ liệu khí hậu của Karabulak | Dữ liệu khí hậu của Karabulak | Dữ liệu khí hậu của Karabulak | Dữ liệu khí hậu của Karabulak | Dữ liệu khí hậu của Karabulak | Dữ liệu khí hậu của Karabulak | Dữ liệu khí hậu của Karabulak | Dữ liệu khí hậu của Karabulak |
| Tháng                                   | 1                             | 2                             | 3                             | 4                             | 5                             | 6                             | 7                             | 8                             | 9                             | 10                            | 11                            | 12                            | Năm                           |
| --------------------------------------- | ----------------------------- | ----------------------------- | ----------------------------- | ----------------------------- | ----------------------------- | ----------------------------- | ----------------------------- | ----------------------------- | ----------------------------- | ----------------------------- | ----------------------------- | ----------------------------- | ----------------------------- |
| Trung bình ngày tối đa °C (°F)          | 0.5 (32.9)                    | 2.1 (35.8)                    | 7.6 (45.7)                    | 16.0 (60.8)                   | 22.0 (71.6)                   | 25.9 (78.6)                   | 28.2 (82.8)                   | 27.7 (81.9)                   | 22.5 (72.5)                   | 15.8 (60.4)                   | 8.2 (46.8)                    | 2.9 (37.2)                    | 15.0 (58.9)                   |
| Trung bình ngày °C (°F)                 | −3.3 (26.1)                   | −2.1 (28.2)                   | 3.0 (37.4)                    | 9.9 (49.8)                    | 15.8 (60.4)                   | 19.7 (67.5)                   | 22.1 (71.8)                   | 21.5 (70.7)                   | 16.5 (61.7)                   | 10.5 (50.9)                   | 4.2 (39.6)                    | −0.7 (30.7)                   | 9.8 (49.6)                    |
| Tối thiểu trung bình ngày °C (°F)       | −7.1 (19.2)                   | −6.2 (20.8)                   | −1.6 (29.1)                   | 3.8 (38.8)                    | 9.7 (49.5)                    | 13.5 (56.3)                   | 16.1 (61.0)                   | 15.4 (59.7)                   | 10.6 (51.1)                   | 5.2 (41.4)                    | 0.2 (32.4)                    | −4.2 (24.4)                   | 4.6 (40.3)                    |
| Lượng Giáng thủy trung bình mm (inches) | 25 (1.0)                      | 26 (1.0)                      | 36 (1.4)                      | 57 (2.2)                      | 92 (3.6)                      | 113 (4.4)                     | 87 (3.4)                      | 70 (2.8)                      | 52 (2.0)                      | 40 (1.6)                      | 36 (1.4)                      | 29 (1.1)                      | 663 (25.9)                    |
| Nguồn:                                  |                               |                               |                               |                               |                               |                               |                               |                               |                               |                               |                               |                               |                               |